# Pygophyllum macrotrichum
Pygophyllum macrotrichum är en ringmaskart som beskrevs av Schmarda 1861. Pygophyllum macrotrichum ingår i släktet Pygophyllum och familjen Spionidae. Inga underarter finns listade i Catalogue of Life.